# 密州 (河南省)
密州（みつしゅう）は、中国唐初の短期間に設置された州。現在の河南省鄭州市新密市・鄭州市南西部・新鄭市西部・登封市東部に相当する。同時代に山東省に設置された密州とは別である。
620年（武徳3年）、唐は密州を設置、州治めを密県と定めた。621年（武徳4年）に廃止となり管轄県は鄭州に統合された。

## 下部行政区画
- 密県
- 零水県 - 621年に密県に統合
- 洧源県 - 621年に密県に統合